# Samuel Wilson (piłkarz)
Samuel Israel Wilson (ur. 4 kwietnia 1983) – nikaraguański piłkarz występujący na pozycji napastnika. Zawodnik klubu Real Estelí.

## Kariera klubowa
Wilson karierę rozpoczynał w 1999 roku w zespole FC Chinandega-ISA. Spędził tam 5 lat. Przez kolejne dwa grał w drużynie Scorpión FC. W 2006 roku odszedł do Realu Estelí. W 2007 roku zdobył z nim mistrzostwo Nikaragui. Po tym sukcesie wyjechał do Hondurasu, by grać w tamtejszym Atlético Olanchano. Na początku 2008 roku wrócił jednak do Realu Estelí. Od tego czasu wywalczył z nim 2 mistrzostwa Nikaragui (2008, 2009), 3 mistrzostwa faz Clausura (2010, 2011, 2012) oraz mistrzostwo fazy Apertura (2011).

## Kariera reprezentacyjna
W reprezentacji Nikaragui Wilson zadebiutował w 2001 roku. W 2009 roku został powołany do kadry na Złoty Puchar CONCACAF. Zagrał na nim w meczach z Meksykiem (0:2), Gwadelupą (0:2) oraz Panamą (0:4), a Nikaragua zakończyła turniej na fazie grupowej.